# Johannes Richard Fromm
Johannes Richard Fromm (* 15. Mai 1851 in Heiligenstadt; † 22. Mai 1914 in Berlin-Wilmersdorf) war ein preußischer Generalleutnant.

## Leben
Richard Fromm war das älteste der fünf Kinder von Ludwig Fromm und dessen Ehefrau Therese, geborene Conradi, die 1848 geheiratet hatten. Er besuchte das Gymnasium in Magdeburg, wo sein Vater als Steuerinspektor arbeitete, und später die Höhere Bürgerschule in Neustadt an der Saale.
Fromm trat 1869 als Avantageur in die 4. Kompanie des Schlesischen Festungsartillerie-Regiments Nr. 6 der Preußischen Armee ein. Er nahm 1870/71 am Krieg gegen Frankreich teil und wurde mit dem Eisernen Kreuz II. Klasse ausgezeichnet. Vor Abschluss seines 30. Lebensjahres 1881 wurde er zum Premierleutnant befördert. Im Folgejahr absolvierte er einen viermonatigen Lehrkursus in der Jüterboger Artillerie-Schießschule. 1883 wurde er Hauptmann und im Jahr darauf Kompaniechef. 1886 folgte seine Versetzung zur Artillerieprüfungskommission in Berlin, die er leitete. 1891 wurde er zum Adjutanten der Generalinspektion der Fußartillerie ernannt. Nachdem er zwischenzeitlich außerhalb der Hauptstadt Dienst leistete, wie 1894 im Fußartillerie-Regiment „General-Feldzeugmeister“ (Brandenburgisches) Nr. 3 in Mainz, beorderte ihn 1896 das Militärkabinett zurück nach Berlin, wo er zunächst als Major und dann als Oberstleutnant die Fußartillerie-Abteilung im Kriegsministerium leitete. Vom 18. Mai 1901 bis zum 18. Mai 1903 war Fromm Kommandeur des in Straßburg stationierten Badischen Fußartillerie-Regiments Nr. 14. In dieser Eigenschaft verlieh ihm Großherzog Friedrich I. das Kommandeurkreuz II. Klasse des Ordens vom Zähringer Löwen.
Anschließend wurde er zum Inspekteur der Technischen Institute der Artillerie ernannt und am 17. Mai 1904 zum Generalmajor befördert. Für sein Wirken erhielt Fromm den Roten Adlerorden II. Klasse mit Eichenlaub und den Kronenorden II. Klasse mit Stern. Am 27. Januar 1908 wurde ihm der Charakter als Generalleutnant verliehen. In Genehmigung seines Abschiedsgesuches wurde Fromm am 20. April 1909 mit der gesetzlichen Pension zur Disposition gestellt.
1885 heiratete er Clara Fromm, eine Cousine ersten Grades, mit der er zunächst in Straßburg und später in Berlin lebte. Das Paar bekam 1886 sein erstes Kind Erich, das nach wenigen Wochen starb und 1887 die Tochter Barbara († 1890). Im Jahr darauf kam ihr zweiter Sohn, der spätere Befehlshaber des Ersatzheeres Friedrich Fromm, zur Welt.